# 随机图
在數學中，随机图是指由随机过程产生的图。随机图的理论处于图论和概率论的交叉地带，主要研究各种经典随机图的性质。随机图的实际应用主要在复杂网络中所有建模领域中。第一批关于随机图的结果是保罗·埃尔德什和阿尔弗雷德·雷尼在1959年至1966年的一系列论文中提出的ER随机图。。在其他语义中，任何图模型都可以被称为随机图。

## 定义与模型
随机图的“随机”二字体现在边的分布上。一个随机图实际上是将给定的顶点之间随机地连上边。假设将一些纽扣散落在地上，并且不断随机地将两个纽扣之间系上一条线，这样就得到一个随机图的例子。边的产生可以依赖于不同的随机方式，这样就产生了不同的随机图模型。最常被讨论的模型是Edgar Gilbert提出的 G(n,p)模型：p为边概率，即G中任意两个顶点之间相连的概率。在这种模型下，一个特定的图出现的概率为{\displaystyle p^{m}(1-p)^{N-m}}，其中{\displaystyle N={\tbinom {n}{2}}}.
与G(n,p)模型紧密相关的模型是埃尔德什和雷尼共同研究的ER模型，表示为G(n,M)：拥有M个边的图出现概率是相同的。当0 ≤ M ≤ N, G(n,M) 总共有{\displaystyle {\tbinom {N}{M}}}种可能的确定图，每种图出现的概率是{\displaystyle 1/{\tbinom {N}{M}}}。若将随机图的生成过程描述为一个随机过程：开始时有n个顶点且互相没有边连接，每次迭代都从缺失的边集合中均匀的选择一条新边；那么ER模型可以被看作是随机图生成过程中迭代M次时的一个快照。
另一种随机图模型叫做内积模型，是GilbertG(n,p)模型的推广形式。内积模型的机制是对每一个顶点指定一个实系数的向量，而两个顶点之间是否连接的概率则是它们的向量的内积的函数。
定义更广泛的随机图模型的方法是定义所谓的网络概率矩阵。这个矩阵的系数就是边概率，因此详细刻画了随机图的模型。网络概率矩阵模型可以推广到有向图和带有权重的图。
随机正则图是随机图中特殊的一类，它的性质可能会与一般的随机图不同。

## 性质
随着边概率的不同，随机图可能会呈现不同的属性。对于最典型的ER模型，埃尔德什与雷尼研究了当顶点数目 n 趋向于正无穷大时，ER随机图的性质与概率 p 之间的关系。他们发现，当 p 的值越过某些门槛时，ER随机图的性质会发生突然的改变。ER随机图的许多性质都是突然涌现的，比如说，当 p 的值小于某个特殊值之前，随机图具有某个性质的可能性等于0，但当 p 的值大于这个特殊值以后，随机图具有这个性质的可能性会突然变成1。
举例来说，当概率 p 大于某个临界值 pc(n) 后，生成的随机图几乎必然是连通的（概率等于1）。也就是说，对于散落在地上的 n 个纽扣，如果你以这样的概率 p 将两个纽扣之间系上线，那么你拿起一颗纽扣时就几乎能带起所有的纽扣了。

## 随机树
随机树是随机图的一类。如同随机图一样，随机树是一个经由随机过程建立的树或有向树。随机数的类型包括随机最小生成树、随机二叉树、随机二叉查找树和随机森林等。
当顶点数n较大时，顶点数目为k的随机树的分布接近于泊松分布。
随机树的一种生成方法是利用随机置换。首先生成一个 {\displaystyle \scriptstyle {\frac {n}{2}}(n-1)} 阶随机置换函数，将 {\displaystyle \scriptstyle {\frac {n}{2}}(n-1)} 个可能连起来的边标上 1 至 {\displaystyle \scriptstyle {\frac {n}{2}}(n-1)} 的序号。然后按照从小到大的序号排列为原本没有边的图一一添加边。添加第 {\displaystyle \scriptstyle k} 条边时，如果发现添加后会导致图中出现一个圈，那么就放弃添加这条边，而开始添加第 {\displaystyle \scriptstyle k+1} 条边。最后得到的就是一个随机树。